# 翟汝文
翟汝文（1076年—1141年），字公巽，宋朝润州丹阳县（今江苏省丹阳市）人，诗文家、书画家、收藏家、医学家，宋高宗时参知政事。
宋哲宗元符三年（1100年）进士，从苏轼、曾巩、黄庭坚相游。侍亲十年不出仕。亲丧服阙, 期满，担任议礼局编修官。被宋徽宗召对, 拜为秘书郎。大观元年（1107年），除著作郎，转任左史。诏试词苑，担任显谟阁待制、知唐州。因为谢表有怨言，改为奉祠，起知陈州。政和三年（1113年），任中书舍人，劝讲皇太子。有人说他和苏轼、黄庭坚交好，不可担当赞书之任，出知襄州，改知济州。未几，再召拜中书舍人，所撰外制典雅，为时所称。预同修《哲宗国史》，转任给事中，召为吏部侍郎，先后出知卢州、密州。弹劾内侍梁师成强市百姓墓田，增辟园池，黜知宣州，请免民欠酒课，额减半。宋钦宗即位，召为翰林学士，改为显谟阁学士，出知越州兼浙东安抚使。宋高宗绍兴元年（1131年）召为翰林学士兼侍讲。绍兴二年（1132年）拜参知政事、同提举修政局。先前在密州时，曾推荐秦桧有才，后来他让秦桧整顿吏治，秦桧劾其专擅，于是罢官。绍兴七年冬，又以郊恩除资政殿学士、提举洞霄宫。绍兴十一年（1141年）卒。好古博雅，工画，精于书法，写篆隶大字出名，有文集《忠惠集》行于世。

## 延伸阅读
[在维基数据编辑]
 《宋史·卷372》，出自脱脱《宋史》